# 十三站
十三站（日语：／ Jūsō eki */?）是位於日本大阪府大阪市淀川區十三東2丁目的阪急電鐵鐵路車站。車站編號為HK-03，是淀川區的代表車站。
「十三」來自地名、古代為京都起第13個渡船場。在日語中屬讀音特殊的難讀地名之一。

## 歷史
- 1910年（明治43年）3月10日 - 箕面有馬電氣軌道（日语：箕面有馬電気軌道）的寶塚線開通時開業[4]。
- 1920年（大正9年）7月16日 - 神戶本線開業[4]。
- 1921年（大正10年）4月1日 - 北大阪電氣鐵道（日语：北大阪電気鉄道）（現在的京都本線）十三站開業[5]。
- 1923年（大正12年）4月1日 - 路線轉讓，成為新京阪鐵道（日语：新京阪鉄道）車站[5]。
- 1926年（大正15年）7月5日 - 梅田站 - 十三站間高架化，成為神戶本線和寶塚本線的共用區間[4]。
- 1930年（昭和5年）9月15日 - 公司合併，變為京阪電氣鐵道十三線的車站[5]。
- 1943年（昭和18年）10月1日  - 阪神急行電鐵和京阪電氣鐵道合併，本站成為京阪神急行電鐵（1973年改稱阪急電鐵）的車站[4][5]。
- 1959年（昭和34年）2月18日 - 十三線編入京都本線，本站成為京都本線的起點站。寶塚本線梅田站 - 十三站間複複線化（增加京都本線使用的軌道）[4]。
- 2002年（平成14年）－入選近畿車站百選（第三回）。
- 2013年（平成25年）12月21日 - 導入車站編號[5]。
- 2018年（平成30年）9月8日 - 3號線的月台安全門啟用[6][7]。
- 2019年（平成31年）
  - 2月2日 - 4號線的月台安全門啟用 [8]。同時引入3、4號線的發車音樂。
  - 3月9日 - 5號線的月台安全門啟用[9]。同時引入該月台的發車音樂。
- 2024年（令和6年）3月29日 - 廢除3、4、5號線的發車音樂。

## 車站構造
十三是一個4面6線的地面車站，其中有2面（2、3號線，4、5號線）為島式月台設計。神戶線大阪梅田方向（2號線）下車與寶塚線寶塚、箕面方向（3號線）、寶塚線大阪梅田方向（4號線）下車與京都線河原町、嵐山、北千里方向（5號線）都位於同一月台。設有東西兩處驗票口。各月台之間，南面是利用地下通道連結，北面則是由跨站天橋連結。

### 月台配置
| 月台 | 路線     | 方向 | 目的地                                              |
| ---- | -------- | ---- | --------------------------------------------------- |
| 1    | 神戶本線 | 下行 | 往 神戶三宮、西宮北口、新開地                       |
| 2    | 神戶本線 | 上行 | 往 大阪梅田                                         |
| 3    | 寶塚本線 | 下行 | 往 寶塚、雲雀丘花屋敷、川西能勢口、石橋阪大前、箕面 |
| 4    | 寶塚本線 | 上行 | 往 大阪梅田                                         |
| 5    | 京都本線 | 上行 | 往 京都河原町、北千里、嵐山                         |
| 6    | 京都本線 | 下行 | 往 大阪梅田                                         |

## 使用狀況
2019年（令和元年）度特定日1日的上下車人次為73,574人（上車人次：36,739人、下車人次：36,835人）。在阪急的所有車站中僅次於大阪梅田站、神戶三宮站、西宮北口站、烏丸站、京都河原町站，排名第6。2021年（令和3年）的1日平均上下車人次為52,424人。
各路線1日上下車人次如以下所示。
- 神戶本線 - 22,238人（上車人次：11,427人、下車人次：10,811人）
- 寶塚本線 - 23,691人（上車人次：11,963人、下車人次：11,728人）
- 京都本線 - 27,645人（上車人次：13,349人、下車人次：14,296人）

各路線1日轉乘人次如以下所示、轉乘人次為137,601人。
- 寶塚本線・京都本線 → 神戶本線 - 44,367人
- 神戶本線 → 寶塚本線・京都本線 - 45,786人
- 神戶本線・京都本線 → 寶塚本線 - 35,931人
- 寶塚本線 → 神戶本線・京都本線 - 37,169人
- 神戶本線・寶塚本線 → 京都本線 - 57,303人
- 京都本線 → 神戶本線・寶塚本線 - 54,646人

### 各年度一日上下車、上車人次
各年度1日上下車、上車人次統計如下表。(皆不包含各線間的轉車人次)。
| 年度               | 特定日     | 特定日   | 1日平均 上車人次 | 出處   |
| 年度               | 上下車人次 | 上車人次 | 1日平均 上車人次 | 出處   |
| ------------------ | ---------- | -------- | ---------------- | ------ |
| 1988年（昭和63年） | 102,257    | 50,653   | 58,848           | [ 13 ] |
| 1989年（平成元年） | -          | -        | 59,331           | [ 14 ] |
| 1990年（平成02年） | 101,022    | 49,835   | 59,858           | [ 15 ] |
| 1991年（平成03年） | -          | -        | 64,375           | [ 16 ] |
| 1992年（平成04年） | 97,936     | 49,780   | 58,493           | [ 17 ] |
| 1993年（平成05年） | -          | -        | 60,957           | [ 18 ] |
| 1994年（平成06年） | -          | -        | 56,492           | [ 19 ] |
| 1995年（平成07年） | 93,318     | 46,659   | 54,133           | [ 20 ] |
| 1996年（平成08年） | 95,306     | 47,405   | 57,471           | [ 21 ] |
| 1997年（平成09年） | 96,005     | 47,817   | 53,780           | [ 22 ] |
| 1998年（平成10年） | 88,204     | 42,207   | 50,427           | [ 23 ] |
| 1999年（平成11年） | -          | -        | 49,338           | [ 24 ] |
| 2000年（平成12年） | 85,708     | 43,382   | 48,559           | [ 25 ] |
| 2001年（平成13年） | 85,635     | 42,944   | 47,114           | [ 26 ] |
| 2002年（平成14年） | 82,037     | 41,141   | 45,811           | [ 27 ] |
| 2003年（平成15年） | 80,001     | 39,675   | 45,280           | [ 28 ] |
| 2004年（平成16年） | 77,485     | 38,525   | 44,414           | [ 29 ] |
| 2005年（平成17年） | 76,260     | 38,013   | 42,630           | [ 30 ] |
| 2006年（平成18年） | 73,588     | 36,862   | 40,930           | [ 31 ] |
| 2007年（平成19年） | 75,405     | 37,793   | 40,240           | [ 32 ] |
| 2008年（平成20年） | 74,743     | 37,332   | 40,646           | [ 33 ] |
| 2009年（平成21年） | 74,781     | 37,261   | 39,918           | [ 34 ] |
| 2010年（平成22年） | 74,428     | 37,075   | 40,382           | [ 35 ] |
| 2011年（平成23年） | 71,979     | 35,874   | 40,835           | [ 36 ] |
| 2012年（平成24年） | 71,809     | 35,796   | 39,529           | [ 37 ] |
| 2013年（平成25年） | 70,572     | 35,179   | 40,247           | [ 38 ] |
| 2014年（平成26年） | 72,916     | 36,309   | 39,713           | [ 39 ] |
| 2015年（平成27年） | 73,371     | 36,623   | 40,937           | [ 40 ] |
| 2016年（平成28年） | 72,492     | 36,039   | 40,967           | [ 41 ] |
| 2017年（平成29年） | 74,703     | 37,269   | 36,387           | [ 42 ] |
| 2018年（平成30年） | 73,830     | 36,764   | 41,883           | [ 43 ] |
| 2019年（令和元年） | 73,574     | 36,739   |                  | [ 44 ] |

### 年次別一日平均上下車、上車人次
一日平均上下車、上車人次統計如下表。
- 2007年到2015年次的資料為平日1日平均上下車、上車人次。
- 2016年之後的資料為全年1日平均上下車、上車人次。

| 年次               | 平日限定   | 平日限定 | 全年       | 全年     |
| 年次               | 上下車人次 | 上車人次 | 上下車人次 | 上車人次 |
| ------------------ | ---------- | -------- | ---------- | -------- |
| 2007年（平成19年） | 75,574     | 37,720   | -          | -        |
| 2008年（平成20年） | 76,053     | 37,958   | -          | -        |
| 2009年（平成21年） | 75,735     | 37,786   | -          | -        |
| 2010年（平成22年） | 76,105     | 37,996   | -          | -        |
| 2011年（平成23年） | 74,754     | 37,310   | -          | -        |
| 2012年（平成24年） | 73,261     | 36,567   | -          | -        |
| 2013年（平成25年） | 74,204     | 37,077   | -          | -        |
| 2014年（平成26年） | 73,898     | 36,895   | -          | -        |
| 2015年（平成27年） | 74,611     | 37,278   | -          | -        |
| 2016年（平成28年） | -          | -        | 67,039     | 33,511   |
| 2017年（平成29年） | -          | -        | 68,183     | -        |
| 2018年（平成30年） | -          | -        | 68,361     | -        |
| 2019年（令和元年） | -          | -        | 68,706     | -        |
| 2020年（令和2年）  | -          | -        | 53,483     | -        |
| 2021年（令和3年）  | -          | -        | 52,424     | -        |

## 車站周邊
- 神津神社
- 淀川區役所
- 英真學園高等學校
- 國道176號
- Hello Work 淀川
- 淀川警察署
- 大阪市立淀川圖書館
- 大阪府立北野高等學校
- 第七藝術劇場
- Theater Seven
- 淀川郵局（併設郵貯銀行淀川店）
- 淀川十三東郵局
- 淀川十三本町郵局
- 淀川木川西郵局
- 大阪Community Worker專門學校

## 公車路線
車站西側的國道176號・十三筋及新北野周邊有「十三站」和「十三北站」，車站東側的淀川通有「十三東口站」。
| 公車站牌 | 系統 | 目的地       | 主要行經地                 | 備註 | 營運公司     |
| -------- | ---- | ------------ | -------------------------- | ---- | ------------ |
| 十三     | 39   | 新大阪站北口 | 三國本町                   |      | 大阪市營巴士 |
| 十三     | 39   | 野田阪神前   |                            |      | 大阪市營巴士 |
| 十三     | 41   | 榎木橋       | 新大阪站東口・東三國二丁目 |      | 大阪市營巴士 |
| 十三     | 41   | 大阪站前     | 大淀南一丁目               |      | 大阪市營巴士 |
| 十三     | 42   | 中島二丁目   |                            |      | 大阪市營巴士 |
| 十三     | 42   | 大阪站前     | 濟生會醫院前               |      | 大阪市營巴士 |
| 十三     | 42A  | 中島公園     |                            |      | 大阪市營巴士 |
| 十三     | 42A  | 大阪站前     | 濟生會醫院前               |      | 大阪市營巴士 |
| 十三     | 43   | 酉島車庫前   | 塚本站前・姬島站前・福町   |      | 大阪市營巴士 |
| 十三     | 43   | 大阪站前     | 濟生會醫院前               |      | 大阪市營巴士 |
| 十三     | 69   | 榎木橋       | 十三市民醫院               |      | 大阪市營巴士 |
| 十三     | 69   | 大阪站前     | 濟生會醫院前               |      | 大阪市營巴士 |
| 十三     | 92   | 福町         | 塚本站北口・御幣島站       |      | 大阪市營巴士 |
| 十三     | 92   | 大阪站前     | 濟生會醫院前               |      | 大阪市營巴士 |
| 十三     | 93   | 井高野車庫   | 東淀川區役所               |      | 大阪市營巴士 |
| 十三     | 93   | 大阪站前     | 濟生會醫院前               |      | 大阪市營巴士 |
| 十三     | 96   | 大阪站前     | 濟生會醫院前               |      | 大阪市營巴士 |
| 十三     | 97   | 加島站前     |                            |      | 大阪市營巴士 |
| 十三     | 97   | 大阪站前     | 濟生會醫院前               |      | 大阪市營巴士 |
| 十三北站 | 39   | 新大阪站北口 | 三國本町                   |      | 大阪市營巴士 |
| 十三北站 | 69   | 榎木橋       | 十三市民醫院               |      | 大阪市營巴士 |
| 十三北站 | 69   | 大阪站前     | 濟生會醫院前               |      | 大阪市營巴士 |
| 十三北站 | 97   | 加島站前     |                            |      | 大阪市營巴士 |
| 十三北站 | 97   | 大阪站前     | 濟生會醫院前               |      | 大阪市營巴士 |
| 十三東站 | 41   | 榎木橋       | 新大阪站東口・東三國二丁目 |      | 大阪市營巴士 |
| 十三東站 | 41   | 大阪站前     | 大淀南一丁目               |      | 大阪市營巴士 |
| 十三東站 | 93   | 井高野車庫   |                            |      | 大阪市營巴士 |
| 十三東站 | 93   | 大阪站前     | 濟生會醫院前               |      | 大阪市營巴士 |

## 相鄰車站
阪急電鐵
 神戶本線
■特急
大阪梅田（HK-01）－十三（HK-03）－西宮北口（HK-08）
■通勤特急、■準特急、■急行、■通勤急行、■準急（只限往大阪梅田）
大阪梅田（HK-01）－十三（HK-03）－塚口（HK-06）
■普通
中津（HK-02）－十三（HK-03）－神崎川（HK-04）
 寶塚本線
■特急「日生特快」
大阪梅田（HK-01）－十三（HK-03）－石橋阪大前（HK-48）
■通勤特急（只限往大阪梅田）、■急行
大阪梅田（HK-01）－十三（HK-03）－豐中（HK-46）
■準急（只限往大阪梅田）
中津（HK-02） ← 十三（HK-03） ← 曾根（HK-44）
■普通
中津（HK-02）－十三（HK-03）－三國（HK-41）
 京都本線
■通勤特急
大阪梅田（HK-01）－十三（HK-03）－茨木市（HK-69）
■快速特急、■特急、■準特急
大阪梅田（HK-01）－十三（HK-03）－淡路（HK-63）
■急行、■準急、■普通
大阪梅田（HK-01）－十三（HK-03）－南方（HK-61）
- 直通特急「愛宕」、「渡月」均只有在春、秋的遠足季節運行。（不停靠大阪梅田站）。停靠站等詳細資料參見京都本線。

1910至1926年為止中津站與此站之間曾經存在新淀川站。

## 註解
1. 1 2  神戶本線只限各站停車，寶塚本線只有普通列車與準急停靠。但是，京都本線（只限普通列車）於車內廣播「中津可轉乘2號線、4號線起的各站停車」的資訊，並無提及準急。

## 外部連結
- 十三 - 阪急電鐵